# Iordan Anguelov
Iordan Anguelov   (Iambol, 28 d'agost de 1953 - Sofia, 5 de maig de 2013) fou un jugador de voleibol búlgar que va competir entre les dècades de 1970 i 1990.
El 1980 va prendre part en els Jocs Olímpics d'Estiu de Moscou, on guanyà la medalla de plata en la competició de voleibol. Entre 1975 i 1982 va disputar diversos campionats del món i d'Europa amb la selecció búlgara i el 1981 guanyà la medalla de plata en el Campionat d'Europa que es disputà a Bulgària. A nivell de clubs jugà al Levski Sofia, amb qui guanyà la lliga búlgara de 1980, i diversos equips italians. Una vegada retirat exercí d'entrenador a Itàlia.